# Thượng viện Philippines
Thượng viện Philippines (Filipino: Senado ng Pilipinas, hoặc Mataas na Kapulungan ng Pilipinas) là thượng viện của lưỡng viện lập pháp của Philippines - Quốc hội Philippines; viện còn lại là Viện dân biểu -tức hạ viện. Thượng viện gồm 24 thượng nghị sĩ được bầu theo khu vực bầu cử với hệ thống bỏ phiếu đa số.
Thượng viện có nhiệm kỳ 6 năm theo các điều khoản với tối đa 2 nhiệm kỳ liên tiếp, với một nửa các thượng nghị sĩ được bầu ba năm một lần để đảm bảo rằng Thượng viện được duy trì như một cơ quan liên tục, so le nhau. Khi Thượng viện được phục hồi bởi Hiến pháp 1987, 24 thượng nghị sĩ được bầu vào năm 1987 phục vụ cho đến năm 1992. Năm 1992, các ứng viên của Thượng viện có được 12 số phiếu bầu cao nhất phục vụ cho đến năm 1998, trong khi tới 12 phục vụ cho đến năm 1995. Sau đó, mỗi thượng nghị sĩ được bầu phục vụ đầy đủ 6 năm.
Ngoài ra Thượng viện có nhiệm vụ trình tổng thống ký ban hành thành luật, Thượng viện là cơ quan duy nhất có thể đồng tình với điều ước, và có thể buộc tội các trường hợp. Chủ tịch Thượng viện đương nhiệm là Aquilino Pimentel III.

## Lịch sử

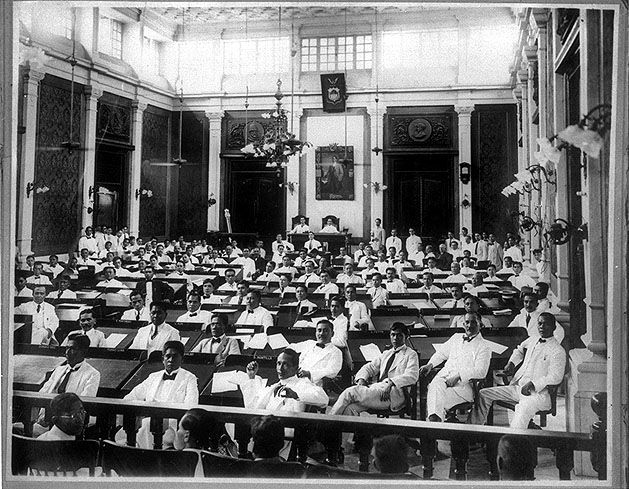
Phiên họp toàn thể Lập pháp Philippine bao gồm Thượng viện mới được bầu, ngày 15/11/1916

Thượng viện có nguồn gốc từ Ủy ban Philippine of the Chính quyền Quần đảo. Dưới Đạo luật Cơ quan Philippine, từ 1907 tới 1916, Ủy ban Philippine đứng đầu là Toàn quyền Philippines phục vụ như thượng viện của Lập pháp Philippine, với Hội nghị Philippine được bầu là hạ viện. Đồng thời các Toàn quyền thực hiện quyền hành pháp.
Trong ngày 29/8/1916, Quốc hội Mỹ đã ban hành Đạo luật Tự chủ Philippine hay thường được gọi là "Luật Jones", thành lập lưỡng viện Lập pháp Philippine với thượng viện và Viện Dân biểu, đổi tên Hội nghị Philippine, là hạ viện. Toàn quyền vẫn là người đứng đầu ngành hành pháp của Chính phủ Quần đảo.
Sau đó Ủy viên Thường trú Philippine Manuel L. Quezon động viên người phát ngôn Sergio Osmeña chạy đua tới chức vụ lãnh đạo của Thượng nghị viện, nhưng Osmeña thích tiếp tục lãnh đạo Hạ viện hơn. Quezon sau đó ra tranh cử Thượng viện và trở thành Chủ tịch Thượng nghị viện trong 19 năm tiếp theo (1916-1935). Thượng nghị sĩ rồi được bầu qua khu vực bầu cử theo hệ thống đa số chiến thắng; mỗi khu vực tập hợp lại từ vài tỉnh và mỗi khu vực bầu chọn hai Thượng nghị sĩ, ngoại trừ các khu vực "phi Cơ Đốc" nơi Toàn quyền chỉ định Thượng nghị sĩ cho khu vực.
Thiết lập này tiếp tục cho đến năm 1935, khi Đạo luật Philippine Độc lập hoặc" Đạo luật Tydings - McDuffie" đã được thông qua bởi Quốc hội Hoa Kỳ cấp cho Philippines quyền được lập hiến pháp riêng chuẩn bị cho sự độc lập, trong đó họ thành lập Quốc hội độc viện, bãi bỏ Thượng nghị viện. Không lâu sau khi thông qua Hiến pháp năm 1935 vài sửa đổi bắt đầu được đề xuất. Trước năm 1938, Quốc hội bắt đầu xem xét đề xuất này, bao gồm khôi phục lại Thượng nghị viện như thượng viện của Quốc hội. Sửa đổi Hiến pháp năm 1935 để lập lưỡng viện lập pháp được chấp thuận vào năm 1940 và cuộc bầu cử thượng viện khôi phục lại được tổ chức vào tháng 11 năm 1941. Thay vì thượng nghị sĩ được phân bổ theo khu vực, Thượng nghị sĩ được bầu toàn bộ quốc gia có tác dụng như đa số khu vực, mặc dù vẫn do đa số biểu quyết, với cử tri bỏ phiếu trên 8 ứng viên, và 8 ứng viên với số phiếu cao nhất được bầu chọn. Trong khi Thượng viện 1916-1935 có quyền xác nhận độc quyền việc bổ nhiệm chủ tịch hành pháp, như một phần của thỏa hiệp Thượng viện vào năm 1941, quyền hạn xác nhận được thực hiện bởi một liên Ủy ban bổ nhiệm gồm các thành viên của cả hai viện. Tuy nhiên, Thượng viện kể từ khi phục hồi và độc lập vào năm 1946 có quyền phê chuẩn các hiệp ước.
Thượng viện cuối cùng đã được triệu tập vào năm 1945 và phục vụ như là thượng viện của Quốc hội cho đến khi tuyên bố thiết quân luật của Tổng thống Ferdinand Marcos năm 1972, bãi bỏ Quốc hội. Thượng viện đã được hồi phục năm 1987 khi Hiến pháp 1987 được phê chuẩn. Tuy nhiên, thay vì 8 thượng nghị sĩ được thay thế sau mỗi cuộc bầu cử, nó đã thay đổi đến 12.

## Quyền hạn
Thượng viện được mô phỏng Thượng viện Hoa Kỳ; 2 viện Quốc hội có quyền hạn tương đương, và mỗi dự luật hoặc nghị quyết phải đi qua cả hai viện và được chấp thuận trước khi Tổng thống ký ban hành. Mỗi dự thảo bị Thượng viện bác bỏ, nó bị xóa bỏ. Mỗi dự luật được thông qua bằng Thượng viện trên đọc thứ ba, dự luật được thông qua đến Viện dân biểu, trừ phi dự thảo đồng nhất cũng đã được chuyền tới Viện dân biểu. Khi dự thảo không được chấp thuận từ mỗi viện Ủy ban hội nghị lưỡng viện được tạo ra bao gồm thành viên từ cả hai viện Quốc hội để trung hoà sự khác biệt, hoặc viện có thể thay vì chấp thuận phiên bản của viện khác.
Trong khi dự thảo khởi đầu trong Hạ Nghị viện, Thượng nghị viện vẫn có thể đề nghị hoặc đồng tình với việc sửa đổi. Chỉ Thượng nghị viện có thể chấp thuận, qua hai phần ba đa số đặc biệt, hoặc bác bỏ hiệp ước, và quyền lực để kết án, qua hai phần ba đa số đặc biệt, viên chức luận tội.